# 아스다R
아스다R는 맥스온소프트에서 개발하고 엠게임에서 서비스하는 대한민국의 MMORPG 게임이다.